# Crotalaria lotoides
Crotalaria lotoides är en ärtväxtart som beskrevs av George Bentham. Crotalaria lotoides ingår i släktet sunnhampor, och familjen ärtväxter. Inga underarter finns listade i Catalogue of Life.